# Burton (Ohio)

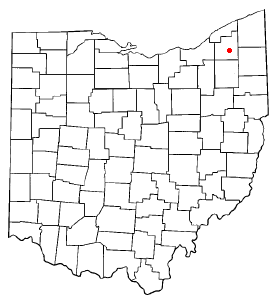
Burton na planie stanu Ohio

Burton – wieś w USA, w stanie Ohio, w hrabstwie Geauga. Burton zostało założone w 1798 roku i jest najstarszą osadą powiatu. Odbywają się tu targi Geauga County Fairpod pod hasłem: „Coś dla każdego od 1823 roku”.
W roku 2010, 21,9% mieszkańców było w wieku poniżej 18 lat, 7,8% było w wieku od 18 do 24 lat, 23,2% od 25 do 44 lat, 26,1% od 45 do 64 lat, a 21,1% było w wieku 65 lat lub starszych. We wsi 48,4% mężczyzn i 51,6% kobiet.
Liczba mieszkańców w 2010 roku wynosiła 1 455, a w 2012 wynosiła 1458.